# Ramonda (singel)
Ramonda (serb. Рамонда) – singel serbskiej piosenkarki Tei Dory wydany 25 stycznia 2024 roku. Utwór reprezentował Serbię w 68. Konkursie Piosenki Eurowizji (2024).

## Lista utworów
| Digital download / media strumieniowe | Digital download / media strumieniowe | Digital download / media strumieniowe |
| Nr                                    | Tytuł utworu                          | Długość                               |
| ------------------------------------- | ------------------------------------- | ------------------------------------- |
| 1.                                    | „Ramonda”                             | 2:54                                  |

## Powstanie utworu i historia wydania
Utwór skomponowali Luka Jovanović i Teodora Pavlovska, która również napisała tekst utworu wraz z Andrijano Kadoviciem, a za produkcje odpawiadają Luxonee i Teya Dora. Głównym motywem tekstu jest roślina Ramonda nathaliae, która jest używana w Serbii w celu uhonorowania walki i zwycięstwa narodu serbskiego w I wojnie światowej ze względu na jej zdolność do samoregeneracji nawet po całkowitym wyschnięciu. Wokalistka powiedziała w kontekście piosenki: Chciałabym być jak ramonda [natalijna], która wstaje jak feniks z popiołu. Wystarczy jedna kropla wody i mały promyk nadziei, aby wkroczyć na ścieżkę, która doprowadzi ją do pierwotnego piękna i siły. Chcę, żeby ludzie sami zinterpretowali teksty, tak jak to zrobili z moimi poprzednimi piosenkami, tj. zobaczyli własną ścieżkę poprzez metaforę, którą im dałam. Ścieżkę odważnych, którzy walczą do ostatniej chwili i nie poddają się nawet wtedy, gdy wydaje się, że nie ma już nadziei.

## Konkurs Piosenki Eurowizji
21 grudnia 2023 ogłoszono, że piosenka znalazła się wśród propozycji dopuszczonych do udziału w serbskich preselekcjach do 68. Konkursu Piosenki Eurowizji Pesma za Evroviziju ’24. 2 marca w finale preselekcji utwór zajął pierwsze miejsce zdobywając 12 pkt od jury i 10 pkt od widzów. Artystka zaprezentowała piosenkę m.in. na festiwalach promocyjnych w Madrycie czy Barcelonie . 7 maja piosenkarka wystąpiła w pierwszym półfinale jako druga w kolejności i z dziesiątego miejsca weszła do finału. 11 maja podczas koncertu finałowego zaprezentowała się jako szesnasta w kolejności. Finalnie, artystka uplasowała się na 17 miejscu z dorobkiem 54 punktów, w tym maksymalną notę 12 punktów od Chorwacji.